# ناردين صغير أدرن
ناردين صغير أدرن (الاسم العلمي: Valerianella tuberculata) هو نوع من النباتات يتبع جنس الناردين الصغير من فصيلة معزية الورق.